# 大内返
大内返（おおうちがえし）は、柔道の投技の足技21本の一つ。講道館では、1982年（昭和57年）に新たに名称として登録された。講道館や国際柔道連盟 (IJF) での正式名。IJF略号OUC。

## 概要
大内刈の返し技で後の先の技の一種である。受の崩しや刈り足の力が不十分だった時に有効である。
返し方には主に二種類ありどちらも技の名前は大内返となる。以下、受と自分（取）がともに右組の場合で解説する。
名称の経緯については後の先も参照のこと。
基本形は大内刈を小外掛で返す。書籍『写真で見る柔道』（川村禎三）は出足払で返すとしている。
受が大内刈で右脚で取の左脚を内側から刈りにきたとき、取は受の掛けて来た脚をそのまま払い上げ、受を後方もしくは左側に投げる。技の形としては小外掛になるため、足技の大内返である。別名大内刈返し（おおうちがりかえし）。
相手の大内刈をすかしてからの場合は小外掛が記録される。小外刈で、相手の大内刈に返し技として仕掛けた場合は、小外刈が記録される。

## 変化
受が大内刈で右脚で取の左脚を内側から刈りにきたとき、取は受の軸脚の方を小外掛の様に左足で刈って返す大内返もある。YouTube KODOKANチャンネルの大内返の動画ではこの技も紹介されている。

### 大内すかし
大内すかし（おおうちすかし）は受が大内刈で右脚で取の左脚を内側から刈りにきたとき、取はその足を浮かせて受の刈り脚のかわし、受が片足になり不安定になったところを右前隅、もしくは左前隅に大きく崩しながら引き落とす大外返。
技の形としては手技浮落であるため、この形で投げた場合は手技とするのが妥当であるとも考えられ、1982年の「講道館柔道の投技の名称」制定に向けて講道館では新名称の候補に挙がったが、採用されなかった。柔道家の醍醐敏郎によると、「大内隙」または「大内刈隙」の名称で採用が内定していたが採用されなかった。別表記大内透、大内隙。別名大内刈隙（おおうちがりすかし）。